# Jacques Maggiori
Pour les articles homonymes, voir Maggiori.
Jacques Maggiori (4 octobre 1949 à Valence (Tarn-et-Garonne)— 25 juin 2002 à Auvillar) est un concessionnaire réparateur de cyclomoteurs à Valence d'Agen des années 1980, à l'origine de nombreuses initiatives visant à défendre et populariser la pratique de la moto et du deux-roues motorisé, notamment dans le cadre d'activités de loisirs auprès de la jeunesse. Il a terminé sa vie comme adjoint au maire de Valence-d'Agen.

## Au commencement
Jacques Maggiori était célibataire et vivait dans la maison de ses parents à Valence-d'Agen dont le garage servait d'atelier pour la réparation de deux-roues à moteur, notamment de Mobylettes Motobécane dont il assurait la vente.
Il était également le président du moto club de Saint-Paul-d'Espis où a été organisé pendant dix ans une concentration moto dont la dernière édition en 1980 a accueilli 6 000 personnes[réf. nécessaire].

## Le calendrier des motards
Avec le moto club de Saint-Paul-d'Espis, Jacques Maggiori éditait chaque année le calendrier des motards. Ce calendrier annonçait à l'avance les concentrations moto que les moto clubs organisaient dans l'année. Il permettait ainsi aux motards intéressés de planifier leur week-ends de loisir.
Ce calendrier contenait une liste de relais amitié : des contacts de motards qui dans différentes régions assuraient des possibilités de camping, hébergement ou dépannage pour des motards de passage. Ce concept de relais amitié existe encore de nos jours dans Le Journal des Motards bimestriel successeur du mensuel Le Monde de la Moto.

## Sud motard
À la fin des années 1970 et pendant une dizaine d'années, Sud Radio consacrait chaque jeudi de 19 à 20 h, une émission consacrée à la moto. Cette émission appelée « Sud motard » abordait différent thèmes :
- le sport motocycliste (avec des interviews) et les annonces de compétition du week-end. L'émission traitait quelquefois de courses amateur comme le 4 heures de Ponsan, une course de Solex à Toulouse ;
- les nouveaux modèles de moto et d'équipement du motard ;
- les loisirs moto avec l'annonce des concentrations du week-end.

Jacques Maggiori a participé chaque jeudi pendant plus de cinq ans à cette émission, d'abord comme animateur, puis comme réalisateur,.
Tous les ans, en décembre, dans le cadre de cette émission, était organisé le Noël des motards. Chaque motard pouvait envoyer une carte postale demandant comme cadeau un accessoire pour la moto (pneu, bagagerie…) ou pour l'équipement de motard (casque, gants, blouson, etc.). Les cadeaux étaient offerts par des concessionnaires et accessoiristes moto de la région toulousaine. À partir des années 1990, la distribution des cadeaux s'effectuait dans le cadre d'un après-midi de compétitions amateur au circuit moto de Toulouse Candie, avec toujours Jacques Maggiori comme animateur.

## SOS moto survie et la Mutuelle des motards
En 1979, le gouvernement français a annoncé trois réformes jugées dangereuses pour l'avenir de la pratique de la moto en France :
- l'instauration d'une vignette pour les motos de plus de 750 cm3 de cylindrée ;
- la mise en place d'un nouveau permis toutes cylindrées avec une épreuve de conduite chronométrée, le permis moto existant ne permettant plus de conduire de motos au-delà de 400 cm3 ;
- la limitation à 80 cm3 de cylindrée (au lieu de 125 cm3) pour le permis moto accessible à seize ans.

Après un appel sur les ondes de Sud Radio dans l’émission Sud motard, Jacques Maggiori a choisi, le 17 septembre, de lancer le mouvement SOS moto survie,. Avec le moto club de Saint-Paul-d'Espis, il « entraîne les motards du sud à faire de Toulouse un foyer de manifestation » et envoie des courriers aux différents moto clubs de France dont il a l'adresse. D'autres mouvements de défense de la moto apparaitront dans chaque région. En 1980, ces différents mouvements locaux se regrouperont au sein de la Fédération française des motards en colère (FFMC).
L'émission de radio Sud motard a été pour lui un bon moyen pour médiatiser dans le sud-ouest de la France le mouvement de protestation des motards, puis quelques années après pour recruter des souscripteurs pour la création de la Mutuelle des motards dont il est un des initiateurs.

## Le CLAM et la FFMC loisirs
Jacques Maggiori attachait beaucoup d'importance aux jeunes qui roulent à cyclomoteur qu'il considérait comme les motards de demain si on savait les intéresser aux deux-roues motorisés avant qu'ils ne passent à la voiture.
Dans ce but, il propose en 1984 la création d'une section loisirs jeunes au sein de la Fédération française des motards en colère (FFMC loisirs), et fait construire au sud de Valence d'Agen, le « Club loisirs aventure moto » (CLAM), composé d'un terrain de cross et d'ateliers de mécanique. Depuis sa création, le CLAM propose des stages de moto ou mini moto et mécanique pour les jeunes (garçons et filles) âgés de six à seize ans.

## Des tasses pour un bol
Toujours pour faire un lien entre les jeunes et la moto, en 1986 Jacques Maggiori lance l'opération Des tasses pour un bol. Le but de cette opération est de permettre à un groupe de jeunes roulant à cyclomoteur de se rendre avec leur véhicule à la course moto du Bol d'or après un voyage qu'ils organisent eux-mêmes. En 1986, la première édition de Des tasses pour un bol regroupe douze participants et quelques accompagnateurs.
Dans les années qui suivent, d'autres FFMC participent à cette opération, ce qui fait que ce sont des jeunes de toute la France qui arrivent à cyclomoteur au Bol d'or, quelquefois après un trajet sur plusieurs jours. Juste avant le départ de la course officielle, ces jeunes ont d'ailleurs droit à tour de circuit avec leur cyclo devant le public de la course. Ce tour de circuit fait à présent partie du programme d'animation du Bol d'or.

## Autres initiatives autour du cyclomoteur
Jacques Maggiori est aussi l'initiateur en 1988 de l'opération des tasses dans le désert ou un groupe de jeunes est allé  en Algérie et au Mali avec les premiers cyclomoteurs à refroidissement liquide. Ce voyage comportait un aspect humanitaire avec l'apport de médicaments dans les pays traversés.
En 1990, l'opération des Cyclos pour l'Europe est l'occasion de faire connaître la FFMC et la défense de la moto dans divers pays de la communauté économique européenne.
La dernière initiative de Jacques Maggiori est d'organiser à partir du 1er mai 2002 le tour de France de la bleue en souvenir de la célèbre mobylette dont le directeur de MBK a arrêté la fabrication l'année précédente : 3 600 km en onze jours, avec seize adolescents venus de Lourdes avec son ami Dominique Choy, de Compiègne avec son autre ami Christian Lahargue. Une aventure qui se terminera sous la Tour Eiffel entouré de centaines de motards parisiens venus leur rendre hommage.

## Distinctions
Médailles :
- de la protection judiciaire de la jeunesse (1988) ;
- du tourisme (bronze en 1990, argent en 2001) ;
- Médaille de la jeunesse, des sports et de l'engagement associatif, bronze (1991)[3].

## Décès
Jacques Maggiori s'est suicidé par pendaison le 25 juin 2002. Ce suicide serait en relation avec son mandat d'élu municipal, à cause d'un climat malsain qui régnait à ce moment-là au sein de la municipalité de Valence-d'Agen.
De nombreux habitants de Valence-d'Agen, des élus politiques et des motards sont allés lui rendre hommage à ses obsèques.
Par la suite une fresque à sa mémoire a été peinte sur un fronton de pelote basque en bordure de la route nationale 133, à l'est de Valence-d'Agen.